# Arquitetura dravídica

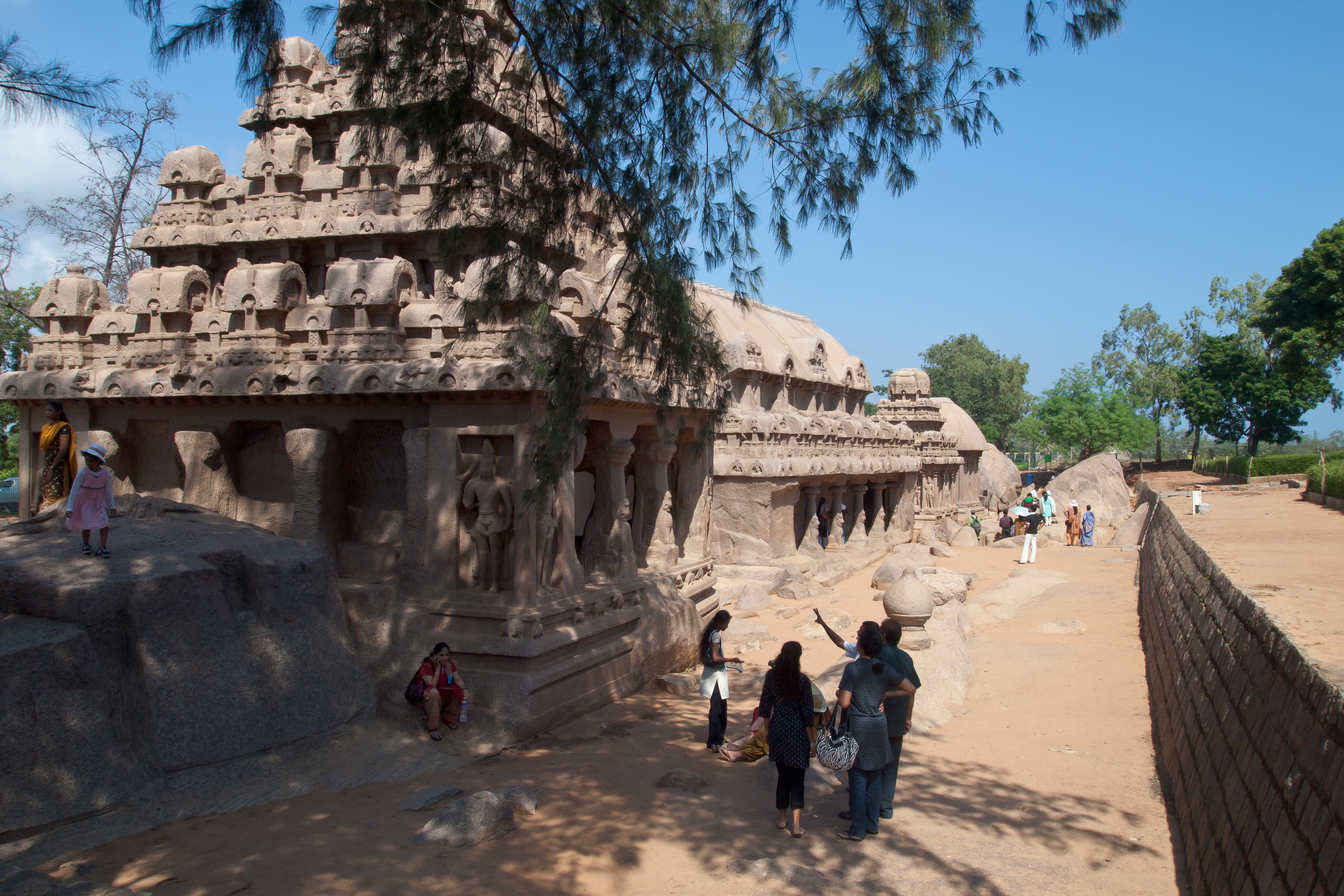
Pancha Ratas, um monumento com arquitetura dravídica

Arquitetura dravídica foi um estilo arquitectónico que emergiu na região meridional do subcontinente indiano ou Índia do Sul. É constituída essencialmente por templos com torres piramidais de arenito, esteatito ou granito. Mencionado como um dos três estilos de construção de templos no antigo livro Vastu Shastra, a maioria das estruturas existentes encontram-se nos estados indianos do sul de Tamil Nadu, Karnataka, Kerala e Andhara Pradesh.
Vários reinos e impérios tais como Chola, Chera, Kakatiya, Pandia, Palava, Ganga, Rastracuta, Chaluquia, Hoisala e Reino de Bisnaga entre outros, exerceram um contributo significativo para o desenvolvimento da arquitetura dravídica. Este estilo arquitectónico pode ainda ser encontrado em algumas regiões do norte da Índia (Fortaleza de Gwalior, Bhitargaon, Baitala Deula, Bhubaneshwar) nordeste e centro do Sri Lanka, Maldivas e várias partes do sudeste asiático. Angkor Wat no Camboja e Prambanan na Indonésia, são também elas construções baseadas na arquitetura dravídica.

## História
Durante o período Tamilakam, o rei era visto como um ser de natureza divina que encerrava em si significativa importância religiosa. Representante de Deus na terra, o rei vivia num palácio denominado "koyil" que significa a "residência de um deus". O vocábulo tâmil moderno para "templo" é Koil (em tâmil:  கோயில்). Era também atribuído aos reis um ritual de adoração. Palavras modernas para deus como "kō" (em tâmil:  கோ, "Rei"), "iṟai" (em tâmil:  இறை, "imperador") e "āṇḍavar" (em tâmil:  ஆண்டவன், "conquistador") agora referem-se geralmente aos deuses. Tolkāppiyam é referente aos Três Reis Coroados tal como os "Três Glorificados pelo Céu" (em tâmil:  வாண்புகழ் மூவர், Vāṉpukaḻ Mūvar). Na língua dravídica do sul, o conceito de realeza divina foi conducente à atribuição de papéis principais pelo estado e templo.~
Os textos Mayamata e Manasara shilpa que estima-se terem sido utilizados entre os séculos V e VII d.C., compõem um manual no estilo dravídico de projeto, construção, escultura e técnicas de marcenaria de Vastu Shastra. Isanasivagurudeva paddhati é outro texto que remonta do século IX e descreve a arte de construir no sul e centro da Índia. No norte da Índia, o Brihat-samhita de Varāhamihira é um antigo manual sânscrito amplamente citado no século VI que ilustra a construção e concepção do estilo Nagara dos templos hindus. A arquitetura tradicional dravídica e o simbolismo baseiam-se também em Agamas. Os Agamas são de origem não-védica e foram datados tanto como textos pós-védicos como composições pré-védicas. Os Agamas são uma coleção de escrituras em tâmil e sânscrito que representam sobretudo os métodos de construção dos templos e criação de Murti, através do culto de divindades, doutrinas filosóficas, práticas meditativas, concretização dos desejos sêxtuplos e os quatro tipos de yoga.